# Jim Bottone (serie animata)
Jim Bottone (Jim Knopf) è una serie animata prodotta da Saban Entertainment, Saban International Paris e CinéGroupe e tratta dal romanzo Le avventure di Jim Bottone di Michael Ende; tuttavia presenta molte differenze rispetto al libro originale, introducendo nuovi personaggi e ambientazioni. Il cartone animato è andato in onda negli USA dal 26 agosto 1999 al 30 settembre 2000 su Cartoon Network, in Germania su KiKA dal 12 novembre 1999 e in Italia su Fox Kids e Jetix dal 3 dicembre 2001, mentre in chiaro su K2 dal 15 giugno 2009 e su Frisbee dal 14 giugno 2010.

## Trama

### Prima stagione
La signora Zanna, una malvagia dragonessa che vive nella terra di Disperopoli, decide di imparare a ridere, sperando in questo modo di contrastare il proprio invecchiamento, e per questo incarica i Tredici Pirati, una banda di tredici bucanieri, tutti fratelli, di rapire bambini da tutto il mondo e portarli da lei, perché le insegnino. Fra queste vittime c'è anche un piccolo bambino nero, che la banda trova abbandonato in mare e invia a Disperopoli in un pacco, ma a causa di un errore del postino il bambino arriva invece nella minuscola isola di Speropoli, i cui abitanti gli danno il nome Jim Bottone e lo adottano. Crescendo, Jim diventa caro amico del ferroviere Luca e della sua locomotiva Emma. Ma l'isola è così piccola che un giorno Jim, Luca ed Emma sono costretti a partire, perché per loro non c'è spazio su di essa. Attraversando il mare, gli amici si imbattono casualmente nella nave dei Tredici Pirati, i quali, ancora in affari con la signora Zanna, hanno messo le mani su Li Si, la giovane figlia dell'imperatore di Mandala, che fa amicizia con Jim. Egli, Luca ed Emma riescono a scappare e si recano a Mandala, dove promettono all'imperatore di raggiungere Disperopoli e liberare Li Si e gli altri bambini. Ha inizio un viaggio lungo e avventuroso, in cui i tre amici si trovano ad affrontare innumerevoli insidie. Anche dopo essere riusciti a trovare i bambini prigionieri e ad evadere da Disperopoli, la signora Zanna non si arrende e li insegue fino a Mandala, dove si consuma lo scontro finale, nel quale viene infine sopraffatta. La pietà di Jim però salva la dragonessa dalla morte, sicché essa inizia a mutare nel Drago dorato della saggezza. Jim, Luca ed Emma tornano felicemente a casa e promettono a Li Si di rivedersi presto.

### Seconda stagione
Pi Pa Po, l'infido ministro dell'imperatore di Mandala, che nella precedente stagione aveva usurpato il trono, evade dalla prigione. Su un antico veliero abbandonato trova un libro che fornisce indicazione per generare il cristallo dell'eternità, un oggetto magico che conferisce grandiosi poteri a chi lo possiede. L'uomo si allea con i Tredici Pirati, i quali, però, scoperte le sue intenzioni, lo abbandonano, decisi ad impossessarsi loro stessi del cristallo. Intanto Luca, Emma, Jim e Molly (la piccola locomotiva che è stata regalata a Jim) ripartono per Mandala per far visita a Li Si e interrogare il Drago dorato della saggezza, il quale li mette in guardia dalla minaccia costituita dal cristallo dell'eternità. I due amici e le loro locomotive si rimettono in viaggio, e anche Li Si, contro la volontà di suo padre, si unisce a loro, trovando ripetutamente ad ostacolarli Pi Pa Po e i Tredici Pirati. Nel corso del confronto finale nel covo della banda, il cristallo dell'eternità viene generato convogliando nella locomotiva Molly il potere della creatura marina Uschaurischuum e del mezzo-drago Asdrubale; a questo punto agli attoniti protagonisti e ai pirati appare il Drago dorato della saggezza, che racconta loro di come in passato, quando ancora era la malvagia signora Zanna, usò il cristallo magico per far sprofondare in mare la terra di Jamballa, che, nel vano tentativo di fermarla, gli aveva inviato contro dodici intrepidi uomini di mare; Jim è il principe superstite di Jamballa e i Tredici Pirati (che in realtà sono dodici, ma hanno sempre sbagliato a contarsi) i discendenti dei dodici eroi che si erano opposti alla dragonessa. I pirati accettano Jim come loro sovrano e, seguendo le indicazioni del Drago dorato della saggezza, riportano in superficie Jamballa, della quale il protagonista viene acclamato re, potendo infine sposare Li Si.

## Differenze con i libri
La prima stagione della serie segue la trama di Le avventure di Jim Bottone, mentre la seconda quella del suo seguito, La terribile banda dei tredici pirati. Entrambe però presentano diverse differenze con l'originale, fondamentalmente perché sono state aggiunte molte avventure e personaggi secondari, assenti invece nei libri.
Soprattutto gli antagonisti hanno uno spazio molto più ampio nella serie. Ad esempio Pi Pa Po, che nel primo libro si limita a provocare Luca per avere una scusa per arrestarlo, nella serie è coinvolto nel rapimento di Li Si, spodesta l'imperatore di Mandala per usurparne il trono e anche per tutto il corso della seconda stagione si scontra con i protagonisti, nel tentativo di vendicarsi e tornare al potere. La signora Zanna ha nel primo libro un unico scontro a Disperopoli con Jim, Luca ed Emma, nella serie invece tenta di ostacolare il loro viaggio fin dalle prime puntate, prima tramite i suoi emissari, successivamente gettandosi al loro inseguimento fino a Mandala. Infine il cristallo dell'eternità, che nella serie animata è un artefatto potente e molto pericoloso, nel secondo libro ha un ruolo piuttosto marginale, utile solo a Uschaurischuum per dimostrarsi degno della mano della sirena Sursulapitschi.

## Doppiaggio
| Personaggio             | Doppiatore originale | Doppiatore italiano |
| ----------------------- | -------------------- | ------------------- |
| Jim Bottone (Jim Knopf) | Konrad Bösherz       | Marcella Silvestri  |
| Luca (Lukas)            | Thomas Fritsch       | Mario Scarabelli    |
| Principessa Li Si       | Magdalena Turba      | Emanuela Pacotto    |
| Ping Pong               | Santiago Ziesmer     | Federica Valenti    |

## Episodi

### Prima stagione
| N° | Titolo originale              | Titolo Inglese        | Titolo italiano | Prima TV USA      | Prima TV Germania | Prima TV Italia |
| -- | ----------------------------- | --------------------- | --------------- | ----------------- | ----------------- | --------------- |
| 1  | Ein Überraschungspaket        | The Surprise Package  |                 | 26 agosto 1999    | 12 novembre 1999  | 3 dicembre 2001 |
| 2  | Prinzessin Li Si              | The Beautiful Captive |                 | 28 agosto 1999    |                   |                 |
| 3  | Mandala                       | Mandala               |                 | 1 settembre 1999  |                   |                 |
| 4  | Auf nach Kummerland           | The Departure         |                 | 4 settembre 1999  |                   |                 |
| 5  | Der weiße Marmorpalast        |                       |                 | 10 settembre 1999 |                   |                 |
| 6  | Das westliche Tor             |                       |                 | 17 settembre 1999 |                   |                 |
| 7  | Der Tausend-Wunder-Wald       |                       |                 | 24 settembre 1999 |                   |                 |
| 8  | Die melancholischen Sümpfe    |                       |                 | 30 settembre 1999 |                   |                 |
| 9  | Die Krone der Welt            |                       |                 | 4 ottobre 1999    |                   |                 |
| 10 | Das Tal der Dämmerung         |                       |                 | 11 ottobre 1999   |                   |                 |
| 11 | Die Goldmine                  |                       |                 | 14 ottobre 1999   |                   |                 |
| 12 | Einsatz für Emma              |                       |                 | 20 ottobre 1999   |                   |                 |
| 13 | Herr Tur Tur                  |                       |                 | 30 ottobre 1999   |                   |                 |
| 14 | Das Tor zum Ende der Welt     |                       |                 | 2 novembre 1999   |                   |                 |
| 15 | Im Schattenland               |                       |                 | 7 novembre 1999   |                   |                 |
| 16 | Der Mund der Verzweiflung     |                       |                 | 14 novembre 1999  |                   |                 |
| 17 | Die Feuerprobe                |                       |                 | 26 novembre 1999  |                   |                 |
| 18 | Im Land der Tausend Vulkane   |                       |                 | 30 novembre 1999  |                   |                 |
| 19 | Der Teufelsrachen             |                       |                 | 4 dicembre 1999   |                   |                 |
| 20 | Im Schlepptau nach Kummerland |                       |                 | 11 dicembre 1999  |                   |                 |
| 21 | Die Drachenstadt              |                       |                 | 18 dicembre 1999  |                   |                 |
| 22 | Flucht aus der Drachenstadt   |                       |                 | 26 dicembre 1999  |                   |                 |
| 23 | Der unterirdische Fluss       |                       |                 | 30 dicembre 1999  |                   |                 |
| 24 | Der falsche Kaiser            |                       |                 | 5 gennaio 2000    |                   |                 |
| 25 | Der Kampf mit Frau Mahlzahn   |                       |                 | 12 gennaio 2000   |                   |                 |
| 26 | Zurück nach Lummerland        |                       |                 | 19 gennaio 2000   |                   |                 |

### Seconda stagione
| N° | Titolo originale                       | Titolo italiano | Prima TV USA      | Prima TV Germania | Prima TV Italia |
| -- | -------------------------------------- | --------------- | ----------------- | ----------------- | --------------- |
| 27 | Jim Knopf und die wilde 13             |                 | 15 aprile 2000    |                   |                 |
| 28 | Gurumuschs Magnet                      |                 | 22 aprile 2000    |                   |                 |
| 29 | Das Perpetumobil                       |                 | 29 aprile 2000    |                   |                 |
| 30 | Herr Tur Tur hat Angst                 |                 | 7 maggio 2000     |                   |                 |
| 31 | Molly ist weg!                         |                 | 14 maggio 2000    |                   |                 |
| 32 | Die Prophezeiung des Goldenen Drachen  |                 | 21 maggio 2000    |                   |                 |
| 33 | Ein blinder Passagier                  |                 | 28 maggio 2000    |                   |                 |
| 34 | Die wilde 13 schlägt zurück            |                 | 4 giugno 2000     |                   |                 |
| 35 | Uschaurischuum und die blauen Muscheln |                 | 11 giugno 2000    |                   |                 |
| 36 | Pi Pa Po hebt ab                       |                 | 18 giugno 2000    |                   |                 |
| 37 | Kuddel Muddel                          |                 | 25 giugno 2000    |                   |                 |
| 38 | Jim in der Falle                       |                 | 2 luglio 2000     |                   |                 |
| 39 | Die fliegende Insel                    |                 | 9 luglio 2000     |                   |                 |
| 40 | Der einsame Prinz                      |                 | 16 luglio 2000    |                   |                 |
| 41 | Die Bücherburg                         |                 | 23 luglio 2000    |                   |                 |
| 42 | Im Blechwald                           |                 | 30 luglio 2000    |                   |                 |
| 43 | Die Wettermaschine                     |                 | 6 agosto 2000     |                   |                 |
| 44 | Über den tausend Bergspitzen           |                 | 13 agosto 2000    |                   |                 |
| 45 | Emma macht Musik                       |                 | 20 agosto 2000    |                   |                 |
| 46 | Ping Pongs Rettung                     |                 | 27 agosto 2000    |                   |                 |
| 47 | Rückkehr in die Drachenstadt           |                 | 3 settembre 2000  |                   |                 |
| 48 | König Lormoral                         |                 | 10 settembre 2000 |                   |                 |
| 49 | Pi Pa Pos Rache                        |                 | 17 settembre 2000 |                   |                 |
| 50 | Das Land, das nicht sein darf          |                 | 23 settembre 2000 |                   |                 |
| 51 | Das Kristall der Ewigkeit              |                 | 29 settembre 2000 |                   |                 |
| 52 | Der Prinz von Jimballa                 |                 | 30 settembre 2000 |                   |                 |